# سباق الطريق لنخبة السيدات في بطولة أوروبا للدراجات 2020
سباق الطريق لنخبة السيدات في بطولة أوروبا للدراجات 2020 (بالفرنسية: Course en ligne féminine aux championnats d'Europe de cyclisme sur route 2020)‏ هو سباق دراجات هوائية، وهو الموسم رقم 5 من السباق، وأقيم في 27 أغسطس 2020، وامتدّ لمسافة 109.2 كيلومتر، وهو أحد سباقات بطولة أوروبا للدراجات 2020، وقد شارك في السباق  95 متسابقاً ووصل إلى نهايته  51 متسابقاً.
فاز فيه بالمركز الأول  أنيميك فان فليوتن، وبالمركز الثاني  إليسا ونغو بورغيني، وبالمركز الثالث  كاتارزينا نيفيادوما.

## المشاركون
| فريق هولندا لركوب الدراجات للسيدات 2020 ‏ NED | فريق هولندا لركوب الدراجات للسيدات 2020 ‏ NED | فريق هولندا لركوب الدراجات للسيدات 2020 ‏ NED |
| -------------------------------------------- | -------------------------------------------- | -------------------------------------------- |
| م                                            | عداء                                         | مرتبة                                        |
| 1                                            | ايمي بيترز                                   | 10                                           |
| 2                                            | لورينا ويبيس                                 | لم يكمل السباق                               |
| 3                                            | ديمي فوليرينغ                                | 19                                           |
| 4                                            | أنا فان دير بريغين                           | 21                                           |
| 5                                            | Chantal van den Broek-Blaak                  | 4                                            |
| 6                                            | ماريان فوس                                   | 8                                            |
| 7                                            | Ellen van Dijk                               | 17                                           |
| 8                                            | أنيميك فان فليوتن                            | 1                                            |

| فريق فرنسا لركوب الدراجات للسيدات 2020 ‏ FRA | فريق فرنسا لركوب الدراجات للسيدات 2020 ‏ FRA | فريق فرنسا لركوب الدراجات للسيدات 2020 ‏ FRA |
| ------------------------------------------- | ------------------------------------------- | ------------------------------------------- |
| م                                           | عداء                                        | مرتبة                                       |
| 9                                           | Victorie Guilman ‏                           | لم يكمل السباق                              |
| 10                                          | غلاديس فيرهلست ‏                             | 46                                          |
| 11                                          | Greta Richioud ‏                             | لم يكمل السباق                              |
| 12                                          | Coralie Demay ‏                              | لم يكمل السباق                              |
| 13                                          | أوجيني دوفال                                | 38                                          |
| 14                                          | روكسان فورنييه                              | لم يكمل السباق                              |
| 15                                          | أود بيانيك                                  | 25                                          |
| 16                                          | Audrey Cordon-Ragot                         | 5                                           |

| فريق إيطاليا لركوب الدراجات للسيدات 2020‏ ITA | فريق إيطاليا لركوب الدراجات للسيدات 2020‏ ITA | فريق إيطاليا لركوب الدراجات للسيدات 2020‏ ITA |
| -------------------------------------------- | -------------------------------------------- | -------------------------------------------- |
| م                                            | عداء                                         | مرتبة                                        |
| 17                                           | مارتا كافالي                                 | 18                                           |
| 18                                           | Katia Ragusa ‏                                | 39                                           |
| 19                                           | ثريا بالادين                                 | 22                                           |
| 20                                           | ماريا جوليا كونفالونيري                      | 27                                           |
| 21                                           | إيلينا سيتشيني                               | 9                                            |
| 22                                           | إليسا ونغو بورغيني                           | 2                                            |
| 23                                           | مارتا باستيانيلي                             | لم يكمل السباق                               |
| 24                                           | تاتيانا جوديرزو                              | 50                                           |

| فريق ألمانيا لركوب الدراجات للسيدات 2020‏ GER | فريق ألمانيا لركوب الدراجات للسيدات 2020‏ GER | فريق ألمانيا لركوب الدراجات للسيدات 2020‏ GER |
| -------------------------------------------- | -------------------------------------------- | -------------------------------------------- |
| م                                            | عداء                                         | مرتبة                                        |
| 25                                           | ليزا كلاين                                   | لم يكمل السباق                               |
| 26                                           | كلارا كوبينبرج                               | 48                                           |
| 27                                           | ميكي كروجر                                   | لم يكمل السباق                               |
| 28                                           | Kathrin Hammes ‏                              | لم يكمل السباق                               |
| 29                                           | ليزا برينور                                  | 6                                            |
| 30                                           | رومي كاسبر                                   | لم يكمل السباق                               |
| 31                                           | شارلوت بيكر                                  | لم يكمل السباق                               |
| 32                                           | تريكسي ووراك                                 | لم يكمل السباق                               |

| فريق الدنمارك لركوب الدراجات للسيدات 2020 ‏ DEN | فريق الدنمارك لركوب الدراجات للسيدات 2020 ‏ DEN | فريق الدنمارك لركوب الدراجات للسيدات 2020 ‏ DEN |
| ---------------------------------------------- | ---------------------------------------------- | ---------------------------------------------- |
| م                                              | عداء                                           | مرتبة                                          |
| 33                                             | بيرنيل ماثيسين                                 | لم يكمل السباق                                 |
| 34                                             | أمالي ديديريكسن                                | 31                                             |
| 35                                             | سيسيلي أوتوب لودفيغ                            | 16                                             |
| 36                                             | Julie Norman Leth ‏                             | 36                                             |
| 37                                             | Fie Østerby ‏                                   | لم يكمل السباق                                 |
| 38                                             | Birgitte Krogsgaard ‏                           | 47                                             |

| فريق إسبانيا لركوب الدراجات للسيدات 2020 ‏ ESP | فريق إسبانيا لركوب الدراجات للسيدات 2020 ‏ ESP | فريق إسبانيا لركوب الدراجات للسيدات 2020 ‏ ESP |
| --------------------------------------------- | --------------------------------------------- | --------------------------------------------- |
| م                                             | عداء                                          | مرتبة                                         |
| 39                                            | Alba Teruel Ribes ‏                            | لم يكمل السباق                                |
| 40                                            | أليسيا غونزاليس بلانكو                        | 28                                            |
| 41                                            | إيدر ميرينو كورتازار                          | لم يكمل السباق                                |
| 42                                            | Lourdes Oyarbide ‏                             | لم يكمل السباق                                |
| 43                                            | شيلا جوتيريز                                  | لم يكمل السباق                                |
| 44                                            | Ziortza Isasi ‏                                | لم يكمل السباق                                |
| 45                                            | أني سانستيبان                                 | 24                                            |
| 46                                            | مارغريتا فيكتوريا غارسيا                      | 41                                            |

| فريق بلجيكا لركوب الدراجات للسيدات 2020 ‏ BEL | فريق بلجيكا لركوب الدراجات للسيدات 2020 ‏ BEL | فريق بلجيكا لركوب الدراجات للسيدات 2020 ‏ BEL |
| -------------------------------------------- | -------------------------------------------- | -------------------------------------------- |
| م                                            | عداء                                         | مرتبة                                        |
| 47                                           | Jesse Vandenbulcke ‏                          | 30                                           |
| 48                                           | لوت كوبيكي                                   | 7                                            |
| 49                                           | كيلي فان دن ستين                             | لم يكمل السباق                               |
| 50                                           | Valerie Demey ‏                               | 35                                           |
| 51                                           | Julie Van de Velde ‏                          | لم يكمل السباق                               |
| 52                                           | ساني كانت                                    | لم يكمل السباق                               |

| فريق النرويج لركوب الدراجات للسيدات 2020 ‏ NOR | فريق النرويج لركوب الدراجات للسيدات 2020 ‏ NOR | فريق النرويج لركوب الدراجات للسيدات 2020 ‏ NOR |
| --------------------------------------------- | --------------------------------------------- | --------------------------------------------- |
| م                                             | عداء                                          | مرتبة                                         |
| 53                                            | سوزان أندرسن                                  | 29                                            |
| 54                                            | Katrine Aalerud ‏                              | 49                                            |
| 55                                            | Stine Borgli ‏                                 | لم يكمل السباق                                |
| 56                                            | Ingrid Lorvik ‏                                | 51                                            |
| 57                                            | Vita Heine ‏                                   | 43                                            |

| فريق بولندا لركوب الدراجات للسيدات 2020‏ POL | فريق بولندا لركوب الدراجات للسيدات 2020‏ POL | فريق بولندا لركوب الدراجات للسيدات 2020‏ POL |
| ------------------------------------------- | ------------------------------------------- | ------------------------------------------- |
| م                                           | عداء                                        | مرتبة                                       |
| 58                                          | Marta Lach ‏                                 | 13                                          |
| 59                                          | Dorota Przęzak ‏                             | لم يكمل السباق                              |
| 60                                          | كاتارزينا نيفيادوما                         | 3                                           |
| 61                                          | Anna Plichta ‏                               | لم يكمل السباق                              |
| 62                                          | Monika Brzeźna ‏                             | 32                                          |
| 63                                          | ماغورزاتا جاسيسكا                           | 42                                          |

| فريق لوكسمبورغ لركوب الدراجات للسيدات 2020‏ LUX | فريق لوكسمبورغ لركوب الدراجات للسيدات 2020‏ LUX | فريق لوكسمبورغ لركوب الدراجات للسيدات 2020‏ LUX |
| ---------------------------------------------- | ---------------------------------------------- | ---------------------------------------------- |
| م                                              | عداء                                           | مرتبة                                          |
| 64                                             | كريستين ماجروس                                 | 12                                             |

| فريق روسيا البيضاء لركوب الدراجات للسيدات 2020 ‏ BLR | فريق روسيا البيضاء لركوب الدراجات للسيدات 2020 ‏ BLR | فريق روسيا البيضاء لركوب الدراجات للسيدات 2020 ‏ BLR |
| --------------------------------------------------- | --------------------------------------------------- | --------------------------------------------------- |
| م                                                   | عداء                                                | مرتبة                                               |
| 65                                                  | ألينا أمياليوسيك                                    | لم يكمل السباق                                      |

| بريطانيا GBR | بريطانيا GBR    | بريطانيا GBR   |
| ------------ | --------------- | -------------- |
| م            | عداء            | مرتبة          |
| 66           | Alice Barnes    | 44             |
| 67           | هانا بارنز      | 20             |
| 68           | Elizabeth Banks | لم يكمل السباق |
| 69           | Lizzie Deignan  | لم يكمل السباق |

| فريق السويد لركوب الدراجات للسيدات 2020‏ SWE | فريق السويد لركوب الدراجات للسيدات 2020‏ SWE | فريق السويد لركوب الدراجات للسيدات 2020‏ SWE |
| ------------------------------------------- | ------------------------------------------- | ------------------------------------------- |
| م                                           | عداء                                        | مرتبة                                       |
| 70                                          | حنا نيلسون                                  | 37                                          |
| 71                                          | إميليا فهلين                                | 11                                          |

| فريق سويسرا لركوب الدراجات للسيدات 2020 ‏ SUI | فريق سويسرا لركوب الدراجات للسيدات 2020 ‏ SUI | فريق سويسرا لركوب الدراجات للسيدات 2020 ‏ SUI |
| -------------------------------------------- | -------------------------------------------- | -------------------------------------------- |
| م                                            | عداء                                         | مرتبة                                        |
| 72                                           | Elise Chabbey ‏                               | 14                                           |
| 73                                           | مارلين رويسر                                 | 15                                           |
| 74                                           | Kathrin Stirnemann ‏                          | لم يكمل السباق                               |
| 75                                           | Melanie Maurer ‏                              | 45                                           |

| فريق سلوفينيا لركوب الدراجات للسيدات 2020‏ SLO | فريق سلوفينيا لركوب الدراجات للسيدات 2020‏ SLO | فريق سلوفينيا لركوب الدراجات للسيدات 2020‏ SLO |
| --------------------------------------------- | --------------------------------------------- | --------------------------------------------- |
| م                                             | عداء                                          | مرتبة                                         |
| 76                                            | Urška Žigart ‏                                 | لم يكمل السباق                                |
| 77                                            | Špela Kern ‏                                   | لم يكمل السباق                                |
| 78                                            | يوجينة بوجاك                                  | 23                                            |
| 79                                            | Urša Pintar ‏                                  | لم يكمل السباق                                |

| فريق أوكرانيا لركوب الدراجات للسيدات 2020‏ UKR | فريق أوكرانيا لركوب الدراجات للسيدات 2020‏ UKR | فريق أوكرانيا لركوب الدراجات للسيدات 2020‏ UKR |
| --------------------------------------------- | --------------------------------------------- | --------------------------------------------- |
| م                                             | عداء                                          | مرتبة                                         |
| 80                                            | Olga Shekel ‏                                  | لم يكمل السباق                                |
| 81                                            | Valeriya Kononenko ‏                           | 26                                            |
| 82                                            | Olena Sharha ‏                                 | 34                                            |
| 83                                            | Yevheniya Vysotska ‏                           | لم يكمل السباق                                |

| فريق ليتوانيا لركوب الدراجات للسيدات 2020‏ LTU | فريق ليتوانيا لركوب الدراجات للسيدات 2020‏ LTU | فريق ليتوانيا لركوب الدراجات للسيدات 2020‏ LTU |
| --------------------------------------------- | --------------------------------------------- | --------------------------------------------- |
| م                                             | عداء                                          | مرتبة                                         |
| 84                                            | Katažina Sosna ‏                               | لم يكمل السباق                                |
| 85                                            | راسا ليليفيتو                                 | 33                                            |

| فريق التشيك لركوب الدراجات للسيدات 2020‏ CZE | فريق التشيك لركوب الدراجات للسيدات 2020‏ CZE | فريق التشيك لركوب الدراجات للسيدات 2020‏ CZE |
| ------------------------------------------- | ------------------------------------------- | ------------------------------------------- |
| م                                           | عداء                                        | مرتبة                                       |
| 86                                          | Nikola Nosková ‏                             | 40                                          |
| 87                                          | Nikola Bajgerová ‏                           | لم يكمل السباق                              |
| 88                                          | جارماليا ماشاكوفا                           | لم يكمل السباق                              |

| فريق إسرائيل لسباق الدراجات على الطريق للسيدات 2020‏ ISR | فريق إسرائيل لسباق الدراجات على الطريق للسيدات 2020‏ ISR | فريق إسرائيل لسباق الدراجات على الطريق للسيدات 2020‏ ISR |
| ------------------------------------------------------- | ------------------------------------------------------- | ------------------------------------------------------- |
| م                                                       | عداء                                                    | مرتبة                                                   |
| 89                                                      | Omer Shapira ‏                                           | لم يكمل السباق                                          |
| 90                                                      | Rotem Gafinovitz ‏                                       | لم يكمل السباق                                          |

| منتخب النمسا لركوب الدراجات للسيدات 2020‏ AUT | منتخب النمسا لركوب الدراجات للسيدات 2020‏ AUT | منتخب النمسا لركوب الدراجات للسيدات 2020‏ AUT |
| -------------------------------------------- | -------------------------------------------- | -------------------------------------------- |
| م                                            | عداء                                         | مرتبة                                        |
| 91                                           | Kathrin Schweinberger ‏                       | لم يكمل السباق                               |
| 92                                           | Angelika Tazreiter ‏                          | لم يكمل السباق                               |

| فريق اليونان لسباق الدراجات على الطريق للسيدات 2020‏ GRE | فريق اليونان لسباق الدراجات على الطريق للسيدات 2020‏ GRE | فريق اليونان لسباق الدراجات على الطريق للسيدات 2020‏ GRE |
| ------------------------------------------------------- | ------------------------------------------------------- | ------------------------------------------------------- |
| م                                                       | عداء                                                    | مرتبة                                                   |
| 93                                                      | Argyro Milaki ‏                                          | لم يكمل السباق                                          |
| 94                                                      | Varvara Fasoi ‏                                          | لم يكمل السباق                                          |

| فريق سلوفاكيا لركوب الدراجات للسيدات 2020‏ SVK | فريق سلوفاكيا لركوب الدراجات للسيدات 2020‏ SVK | فريق سلوفاكيا لركوب الدراجات للسيدات 2020‏ SVK |
| --------------------------------------------- | --------------------------------------------- | --------------------------------------------- |
| م                                             | عداء                                          | مرتبة                                         |
| 95                                            | Tereza Medveďová ‏                             | لم يكمل السباق                                |

| فريق هولندا لركوب الدراجات للسيدات 2020 ‏ NED | فريق هولندا لركوب الدراجات للسيدات 2020 ‏ NED | فريق هولندا لركوب الدراجات للسيدات 2020 ‏ NED |
| -------------------------------------------- | -------------------------------------------- | -------------------------------------------- |
| م                                            | عداء                                         | مرتبة                                        |
| 1                                            | ايمي بيترز                                   | 10                                           |
| 2                                            | لورينا ويبيس                                 | لم يكمل السباق                               |
| 3                                            | ديمي فوليرينغ                                | 19                                           |
| 4                                            | أنا فان دير بريغين                           | 21                                           |
| 5                                            | Chantal van den Broek-Blaak                  | 4                                            |
| 6                                            | ماريان فوس                                   | 8                                            |
| 7                                            | Ellen van Dijk                               | 17                                           |
| 8                                            | أنيميك فان فليوتن                            | 1                                            |

| فريق فرنسا لركوب الدراجات للسيدات 2020 ‏ FRA | فريق فرنسا لركوب الدراجات للسيدات 2020 ‏ FRA | فريق فرنسا لركوب الدراجات للسيدات 2020 ‏ FRA |
| ------------------------------------------- | ------------------------------------------- | ------------------------------------------- |
| م                                           | عداء                                        | مرتبة                                       |
| 9                                           | Victorie Guilman ‏                           | لم يكمل السباق                              |
| 10                                          | غلاديس فيرهلست ‏                             | 46                                          |
| 11                                          | Greta Richioud ‏                             | لم يكمل السباق                              |
| 12                                          | Coralie Demay ‏                              | لم يكمل السباق                              |
| 13                                          | أوجيني دوفال                                | 38                                          |
| 14                                          | روكسان فورنييه                              | لم يكمل السباق                              |
| 15                                          | أود بيانيك                                  | 25                                          |
| 16                                          | Audrey Cordon-Ragot                         | 5                                           |

| فريق إيطاليا لركوب الدراجات للسيدات 2020‏ ITA | فريق إيطاليا لركوب الدراجات للسيدات 2020‏ ITA | فريق إيطاليا لركوب الدراجات للسيدات 2020‏ ITA |
| -------------------------------------------- | -------------------------------------------- | -------------------------------------------- |
| م                                            | عداء                                         | مرتبة                                        |
| 17                                           | مارتا كافالي                                 | 18                                           |
| 18                                           | Katia Ragusa ‏                                | 39                                           |
| 19                                           | ثريا بالادين                                 | 22                                           |
| 20                                           | ماريا جوليا كونفالونيري                      | 27                                           |
| 21                                           | إيلينا سيتشيني                               | 9                                            |
| 22                                           | إليسا ونغو بورغيني                           | 2                                            |
| 23                                           | مارتا باستيانيلي                             | لم يكمل السباق                               |
| 24                                           | تاتيانا جوديرزو                              | 50                                           |

| فريق ألمانيا لركوب الدراجات للسيدات 2020‏ GER | فريق ألمانيا لركوب الدراجات للسيدات 2020‏ GER | فريق ألمانيا لركوب الدراجات للسيدات 2020‏ GER |
| -------------------------------------------- | -------------------------------------------- | -------------------------------------------- |
| م                                            | عداء                                         | مرتبة                                        |
| 25                                           | ليزا كلاين                                   | لم يكمل السباق                               |
| 26                                           | كلارا كوبينبرج                               | 48                                           |
| 27                                           | ميكي كروجر                                   | لم يكمل السباق                               |
| 28                                           | Kathrin Hammes ‏                              | لم يكمل السباق                               |
| 29                                           | ليزا برينور                                  | 6                                            |
| 30                                           | رومي كاسبر                                   | لم يكمل السباق                               |
| 31                                           | شارلوت بيكر                                  | لم يكمل السباق                               |
| 32                                           | تريكسي ووراك                                 | لم يكمل السباق                               |

| فريق الدنمارك لركوب الدراجات للسيدات 2020 ‏ DEN | فريق الدنمارك لركوب الدراجات للسيدات 2020 ‏ DEN | فريق الدنمارك لركوب الدراجات للسيدات 2020 ‏ DEN |
| ---------------------------------------------- | ---------------------------------------------- | ---------------------------------------------- |
| م                                              | عداء                                           | مرتبة                                          |
| 33                                             | بيرنيل ماثيسين                                 | لم يكمل السباق                                 |
| 34                                             | أمالي ديديريكسن                                | 31                                             |
| 35                                             | سيسيلي أوتوب لودفيغ                            | 16                                             |
| 36                                             | Julie Norman Leth ‏                             | 36                                             |
| 37                                             | Fie Østerby ‏                                   | لم يكمل السباق                                 |
| 38                                             | Birgitte Krogsgaard ‏                           | 47                                             |

| فريق إسبانيا لركوب الدراجات للسيدات 2020 ‏ ESP | فريق إسبانيا لركوب الدراجات للسيدات 2020 ‏ ESP | فريق إسبانيا لركوب الدراجات للسيدات 2020 ‏ ESP |
| --------------------------------------------- | --------------------------------------------- | --------------------------------------------- |
| م                                             | عداء                                          | مرتبة                                         |
| 39                                            | Alba Teruel Ribes ‏                            | لم يكمل السباق                                |
| 40                                            | أليسيا غونزاليس بلانكو                        | 28                                            |
| 41                                            | إيدر ميرينو كورتازار                          | لم يكمل السباق                                |
| 42                                            | Lourdes Oyarbide ‏                             | لم يكمل السباق                                |
| 43                                            | شيلا جوتيريز                                  | لم يكمل السباق                                |
| 44                                            | Ziortza Isasi ‏                                | لم يكمل السباق                                |
| 45                                            | أني سانستيبان                                 | 24                                            |
| 46                                            | مارغريتا فيكتوريا غارسيا                      | 41                                            |

| فريق بلجيكا لركوب الدراجات للسيدات 2020 ‏ BEL | فريق بلجيكا لركوب الدراجات للسيدات 2020 ‏ BEL | فريق بلجيكا لركوب الدراجات للسيدات 2020 ‏ BEL |
| -------------------------------------------- | -------------------------------------------- | -------------------------------------------- |
| م                                            | عداء                                         | مرتبة                                        |
| 47                                           | Jesse Vandenbulcke ‏                          | 30                                           |
| 48                                           | لوت كوبيكي                                   | 7                                            |
| 49                                           | كيلي فان دن ستين                             | لم يكمل السباق                               |
| 50                                           | Valerie Demey ‏                               | 35                                           |
| 51                                           | Julie Van de Velde ‏                          | لم يكمل السباق                               |
| 52                                           | ساني كانت                                    | لم يكمل السباق                               |

| فريق النرويج لركوب الدراجات للسيدات 2020 ‏ NOR | فريق النرويج لركوب الدراجات للسيدات 2020 ‏ NOR | فريق النرويج لركوب الدراجات للسيدات 2020 ‏ NOR |
| --------------------------------------------- | --------------------------------------------- | --------------------------------------------- |
| م                                             | عداء                                          | مرتبة                                         |
| 53                                            | سوزان أندرسن                                  | 29                                            |
| 54                                            | Katrine Aalerud ‏                              | 49                                            |
| 55                                            | Stine Borgli ‏                                 | لم يكمل السباق                                |
| 56                                            | Ingrid Lorvik ‏                                | 51                                            |
| 57                                            | Vita Heine ‏                                   | 43                                            |

| فريق بولندا لركوب الدراجات للسيدات 2020‏ POL | فريق بولندا لركوب الدراجات للسيدات 2020‏ POL | فريق بولندا لركوب الدراجات للسيدات 2020‏ POL |
| ------------------------------------------- | ------------------------------------------- | ------------------------------------------- |
| م                                           | عداء                                        | مرتبة                                       |
| 58                                          | Marta Lach ‏                                 | 13                                          |
| 59                                          | Dorota Przęzak ‏                             | لم يكمل السباق                              |
| 60                                          | كاتارزينا نيفيادوما                         | 3                                           |
| 61                                          | Anna Plichta ‏                               | لم يكمل السباق                              |
| 62                                          | Monika Brzeźna ‏                             | 32                                          |
| 63                                          | ماغورزاتا جاسيسكا                           | 42                                          |

| فريق لوكسمبورغ لركوب الدراجات للسيدات 2020‏ LUX | فريق لوكسمبورغ لركوب الدراجات للسيدات 2020‏ LUX | فريق لوكسمبورغ لركوب الدراجات للسيدات 2020‏ LUX |
| ---------------------------------------------- | ---------------------------------------------- | ---------------------------------------------- |
| م                                              | عداء                                           | مرتبة                                          |
| 64                                             | كريستين ماجروس                                 | 12                                             |

| فريق روسيا البيضاء لركوب الدراجات للسيدات 2020 ‏ BLR | فريق روسيا البيضاء لركوب الدراجات للسيدات 2020 ‏ BLR | فريق روسيا البيضاء لركوب الدراجات للسيدات 2020 ‏ BLR |
| --------------------------------------------------- | --------------------------------------------------- | --------------------------------------------------- |
| م                                                   | عداء                                                | مرتبة                                               |
| 65                                                  | ألينا أمياليوسيك                                    | لم يكمل السباق                                      |

| بريطانيا GBR | بريطانيا GBR    | بريطانيا GBR   |
| ------------ | --------------- | -------------- |
| م            | عداء            | مرتبة          |
| 66           | Alice Barnes    | 44             |
| 67           | هانا بارنز      | 20             |
| 68           | Elizabeth Banks | لم يكمل السباق |
| 69           | Lizzie Deignan  | لم يكمل السباق |

| فريق السويد لركوب الدراجات للسيدات 2020‏ SWE | فريق السويد لركوب الدراجات للسيدات 2020‏ SWE | فريق السويد لركوب الدراجات للسيدات 2020‏ SWE |
| ------------------------------------------- | ------------------------------------------- | ------------------------------------------- |
| م                                           | عداء                                        | مرتبة                                       |
| 70                                          | حنا نيلسون                                  | 37                                          |
| 71                                          | إميليا فهلين                                | 11                                          |

| فريق سويسرا لركوب الدراجات للسيدات 2020 ‏ SUI | فريق سويسرا لركوب الدراجات للسيدات 2020 ‏ SUI | فريق سويسرا لركوب الدراجات للسيدات 2020 ‏ SUI |
| -------------------------------------------- | -------------------------------------------- | -------------------------------------------- |
| م                                            | عداء                                         | مرتبة                                        |
| 72                                           | Elise Chabbey ‏                               | 14                                           |
| 73                                           | مارلين رويسر                                 | 15                                           |
| 74                                           | Kathrin Stirnemann ‏                          | لم يكمل السباق                               |
| 75                                           | Melanie Maurer ‏                              | 45                                           |

| فريق سلوفينيا لركوب الدراجات للسيدات 2020‏ SLO | فريق سلوفينيا لركوب الدراجات للسيدات 2020‏ SLO | فريق سلوفينيا لركوب الدراجات للسيدات 2020‏ SLO |
| --------------------------------------------- | --------------------------------------------- | --------------------------------------------- |
| م                                             | عداء                                          | مرتبة                                         |
| 76                                            | Urška Žigart ‏                                 | لم يكمل السباق                                |
| 77                                            | Špela Kern ‏                                   | لم يكمل السباق                                |
| 78                                            | يوجينة بوجاك                                  | 23                                            |
| 79                                            | Urša Pintar ‏                                  | لم يكمل السباق                                |

| فريق أوكرانيا لركوب الدراجات للسيدات 2020‏ UKR | فريق أوكرانيا لركوب الدراجات للسيدات 2020‏ UKR | فريق أوكرانيا لركوب الدراجات للسيدات 2020‏ UKR |
| --------------------------------------------- | --------------------------------------------- | --------------------------------------------- |
| م                                             | عداء                                          | مرتبة                                         |
| 80                                            | Olga Shekel ‏                                  | لم يكمل السباق                                |
| 81                                            | Valeriya Kononenko ‏                           | 26                                            |
| 82                                            | Olena Sharha ‏                                 | 34                                            |
| 83                                            | Yevheniya Vysotska ‏                           | لم يكمل السباق                                |

| فريق ليتوانيا لركوب الدراجات للسيدات 2020‏ LTU | فريق ليتوانيا لركوب الدراجات للسيدات 2020‏ LTU | فريق ليتوانيا لركوب الدراجات للسيدات 2020‏ LTU |
| --------------------------------------------- | --------------------------------------------- | --------------------------------------------- |
| م                                             | عداء                                          | مرتبة                                         |
| 84                                            | Katažina Sosna ‏                               | لم يكمل السباق                                |
| 85                                            | راسا ليليفيتو                                 | 33                                            |

| فريق التشيك لركوب الدراجات للسيدات 2020‏ CZE | فريق التشيك لركوب الدراجات للسيدات 2020‏ CZE | فريق التشيك لركوب الدراجات للسيدات 2020‏ CZE |
| ------------------------------------------- | ------------------------------------------- | ------------------------------------------- |
| م                                           | عداء                                        | مرتبة                                       |
| 86                                          | Nikola Nosková ‏                             | 40                                          |
| 87                                          | Nikola Bajgerová ‏                           | لم يكمل السباق                              |
| 88                                          | جارماليا ماشاكوفا                           | لم يكمل السباق                              |

| فريق إسرائيل لسباق الدراجات على الطريق للسيدات 2020‏ ISR | فريق إسرائيل لسباق الدراجات على الطريق للسيدات 2020‏ ISR | فريق إسرائيل لسباق الدراجات على الطريق للسيدات 2020‏ ISR |
| ------------------------------------------------------- | ------------------------------------------------------- | ------------------------------------------------------- |
| م                                                       | عداء                                                    | مرتبة                                                   |
| 89                                                      | Omer Shapira ‏                                           | لم يكمل السباق                                          |
| 90                                                      | Rotem Gafinovitz ‏                                       | لم يكمل السباق                                          |

| منتخب النمسا لركوب الدراجات للسيدات 2020‏ AUT | منتخب النمسا لركوب الدراجات للسيدات 2020‏ AUT | منتخب النمسا لركوب الدراجات للسيدات 2020‏ AUT |
| -------------------------------------------- | -------------------------------------------- | -------------------------------------------- |
| م                                            | عداء                                         | مرتبة                                        |
| 91                                           | Kathrin Schweinberger ‏                       | لم يكمل السباق                               |
| 92                                           | Angelika Tazreiter ‏                          | لم يكمل السباق                               |

| فريق اليونان لسباق الدراجات على الطريق للسيدات 2020‏ GRE | فريق اليونان لسباق الدراجات على الطريق للسيدات 2020‏ GRE | فريق اليونان لسباق الدراجات على الطريق للسيدات 2020‏ GRE |
| ------------------------------------------------------- | ------------------------------------------------------- | ------------------------------------------------------- |
| م                                                       | عداء                                                    | مرتبة                                                   |
| 93                                                      | Argyro Milaki ‏                                          | لم يكمل السباق                                          |
| 94                                                      | Varvara Fasoi ‏                                          | لم يكمل السباق                                          |

| فريق سلوفاكيا لركوب الدراجات للسيدات 2020‏ SVK | فريق سلوفاكيا لركوب الدراجات للسيدات 2020‏ SVK | فريق سلوفاكيا لركوب الدراجات للسيدات 2020‏ SVK |
| --------------------------------------------- | --------------------------------------------- | --------------------------------------------- |
| م                                             | عداء                                          | مرتبة                                         |
| 95                                            | Tereza Medveďová ‏                             | لم يكمل السباق                                |

## التصنيف العام النهائي
| \| التصنيف العام \| التصنيف العام \| التصنيف العام \| التصنيف العام \| التصنيف العام \| \| العداء \| العداء \| الفريق \| الوقت \| \| \| ------------- \| --------------------------- \| --------------------------------------------------- \| ------------- \| ------------- \| \| 1 \| أنيميك فان فليوتن \| فريق هولندا لركوب الدراجات للسيدات 2020 [لغات أخرى]‏ \| 2 س 50 د 46 ث \| \| \| 2 \| إليسا ونغو بورغيني \| فريق إيطاليا لركوب الدراجات للسيدات 2020‏ \| + 1 ث \| \| \| 3 \| كاتارزينا نيفيادوما \| فريق بولندا لركوب الدراجات للسيدات 2020‏ \| + 6 ث \| \| \| 4 \| Chantal van den Broek-Blaak \| فريق هولندا لركوب الدراجات للسيدات 2020 [لغات أخرى]‏ \| + 7 ث \| \| \| 5 \| Audrey Cordon-Ragot \| فريق فرنسا لركوب الدراجات للسيدات 2020 [لغات أخرى]‏ \| + 2 د 30 ث \| \| \| 6 \| ليزا برينور \| فريق ألمانيا لركوب الدراجات للسيدات 2020‏ \| + 3 د 28 ث \| \| \| 7 \| لوت كوبيكي \| فريق بلجيكا لركوب الدراجات للسيدات 2020 [لغات أخرى]‏ \| + 3 د 28 ث \| \| \| 8 \| ماريان فوس \| فريق هولندا لركوب الدراجات للسيدات 2020 [لغات أخرى]‏ \| + 3 د 28 ث \| \| \| 9 \| إيلينا سيتشيني \| فريق إيطاليا لركوب الدراجات للسيدات 2020‏ \| + 3 د 28 ث \| \| \| 10 \| ايمي بيترز \| فريق هولندا لركوب الدراجات للسيدات 2020 [لغات أخرى]‏ \| + 3 د 29 ث \| \| |                             |                                          |               |  |
| |                             |                                          |               |  |
| مصدر: Cycling Quotient |                             |                                          |               |  |
| التصنيف العام |                             |                                          |               |  |
| العداء | العداء                      | الفريق                                   | الوقت         |  |
| 1 | أنيميك فان فليوتن           | فريق هولندا لركوب الدراجات للسيدات 2020 ‏ | 2 س 50 د 46 ث |  |
| 2 | إليسا ونغو بورغيني          | فريق إيطاليا لركوب الدراجات للسيدات 2020‏ | + 1 ث         |  |
| 3 | كاتارزينا نيفيادوما         | فريق بولندا لركوب الدراجات للسيدات 2020‏  | + 6 ث         |  |
| 4 | Chantal van den Broek-Blaak | فريق هولندا لركوب الدراجات للسيدات 2020 ‏ | + 7 ث         |  |
| 5 | Audrey Cordon-Ragot         | فريق فرنسا لركوب الدراجات للسيدات 2020 ‏  | + 2 د 30 ث    |  |
| 6 | ليزا برينور                 | فريق ألمانيا لركوب الدراجات للسيدات 2020‏ | + 3 د 28 ث    |  |
| 7 | لوت كوبيكي                  | فريق بلجيكا لركوب الدراجات للسيدات 2020 ‏ | + 3 د 28 ث    |  |
| 8 | ماريان فوس                  | فريق هولندا لركوب الدراجات للسيدات 2020 ‏ | + 3 د 28 ث    |  |
| 9 | إيلينا سيتشيني              | فريق إيطاليا لركوب الدراجات للسيدات 2020‏ | + 3 د 28 ث    |  |
| 10 | ايمي بيترز                  | فريق هولندا لركوب الدراجات للسيدات 2020 ‏ | + 3 د 29 ث    |  |